# In Chaos Becrowned
In Chaos Becrowned är det norska black metal/doom metal-bandet Acârash första studioalbum, utgivet 2018 av skivbolaget Dark Essence Records.

## Låtlista
1. "Cadaver Dei" – 5:06
2. "Sworn Revenge" – 4:59
3. "Gathering of Crows" – 4:34
4. "In Chaos Becrowned" – 4:31
5. "Ashes of the Mortal Mind" – 5:32
6. "Legio Obscura" – 4:23
7. "Sacrifice the Winter Wolf" – 5:46
8. "Cenotaph in Flesh" – 5:47

- Text: Anlov P. Mathiesen
- Musik: Acârash

## Medverkande
Musiker (Acârash-medlemmar)
- Sølve Sæther – trummor
- Lukas Paulsen – gitarr
- Anlov P. Mathiesen – basgitarr, sång

Produktion
- Ruben Willem – ljudtekniker, ljudmix, mastering
- Lasse Almqvist Scherven – omslagsdesign, omslagskonst

### Fotnoter
1. ↑  In Chaos Becrowned på discogs.com